# SS Bremen (1896)
O SS Bremen foi um navio de passageiros alemão operado inicialmente pela Norddeutscher Lloyd e construído pelos estaleiros da Schichau-Werke em Danzig.

## História
O SS Bremen foi construído pelos estaleiros da Schichau-Werke em Danzig para a Norddeutscher Lloyd. Ele iniciou sua viagem inaugural em 5 de junho de 1897, partindo de Bremen com destino a Nova Iorque via Southampton. Além disso, ele também navegou de Bremen para a Austrália através do Canal de Suez.
Em 30 de junho de 1900, ele foi gravemente danificado por um incêndio ocorrido no cais de Hoboken em Nova Jérsei. O incêndio iniciou pela combustão espontânea de um fardo de algodão. Outros navios como o SS Kaiser Wilhelm der Grosse, SS Saale e SS Main também foram danificados pelo incêndio; o Saale afundou, enquanto o Bremen encalhou. Após o incêndio, ele foi reformado pela AG Vulcan Stettin, no qual seu comprimento foi ampliado para 575 pés e sua arqueação foi aumentada para 11.540 toneladas. Ele retornou ao serviço comercial em outubro de 1901.
Em 20 de abril de 1912, enquanto navegava de Bremen para Nova York, o Bremen passou pelos destroços deixado pelo RMS Titanic em seu naufrágio 1 semana antes. Passageiros e tripulantes relataram ter visto centenas de corpos flutuando na água, bem como muitas cadeiras e pedaços de madeira. Como já havia sido fretado um navio para recuperar os corpos, o Bremen não parou para recuperá-los.
O Bremen foi utilizado durante a Primeira Guerra Mundial. Após a guerra, ele foi entregue à companhia britânica P&O como parte das reparações de guerra. Dois anos depois, ele foi vendido para a Byron S.S. Co. e renomeado para Constantinople, operando entre Pireu e Nova Iorque. Em 1924, ele foi renomeado para King Alexander. A embarcação foi desmantelada em 1929.